# برمهر
برمهر (بالإنجليزية: Pormehr)‏ هي قرية تقع في أردبيل في إيران. يقدر عدد سكانها بـ 558 نسمة .